# Carmignano (przystanek kolejowy)
Carmignano (wł. Stazione di Carmignano) – przystanek kolejowy w Carmignano, w prowincji Prato, w regionie Toskania, we Włoszech. Znajduje się na linii Leopolda. 

## Historia
Od 9 grudnia 2002 przystanek jest wyłączony z ruchu pasażerskiego.

## Linie kolejowe
- Leopolda (Florencja – Piza)